# Q城宝贝
《Q城宝贝》是2005年的中国动画作品，由贾爱华执导，2006年1月1日于深圳电视台少儿频道播出。《Q城宝贝》的全片声称共1,000集，分为48个系列，均以教育科普为主，围绕着嘟嘟秀才、酷公子和香美人等三只小猪的故事展开。
海天出版社亦发行有《Q城宝贝》的同名系列丛书。

## 角色
| 角色     | 配音员 | 备注                                       |
| -------- | ------ | ------------------------------------------ |
| 嘟嘟秀才 |        | 淡绿色小猪，戴着心形眼镜。                 |
| 酷公子   |        | 灰色小猪，额前有一个五角星胎记。           |
| 香美人   |        | 浅蓝色小猪，三只小猪的唯一一个女孩。       |
| 巴顿     |        | 跑到三只小猪家的狐狸，口头禅是“噢！苍天”。 |